# Psilus fuscipennis
Psilus fuscipennis är en stekelart som först beskrevs av Curtis 1831.  Psilus fuscipennis ingår i släktet Psilus, och familjen hyllhornsteklar. Arten är reproducerande i Sverige.

## Bildgalleri

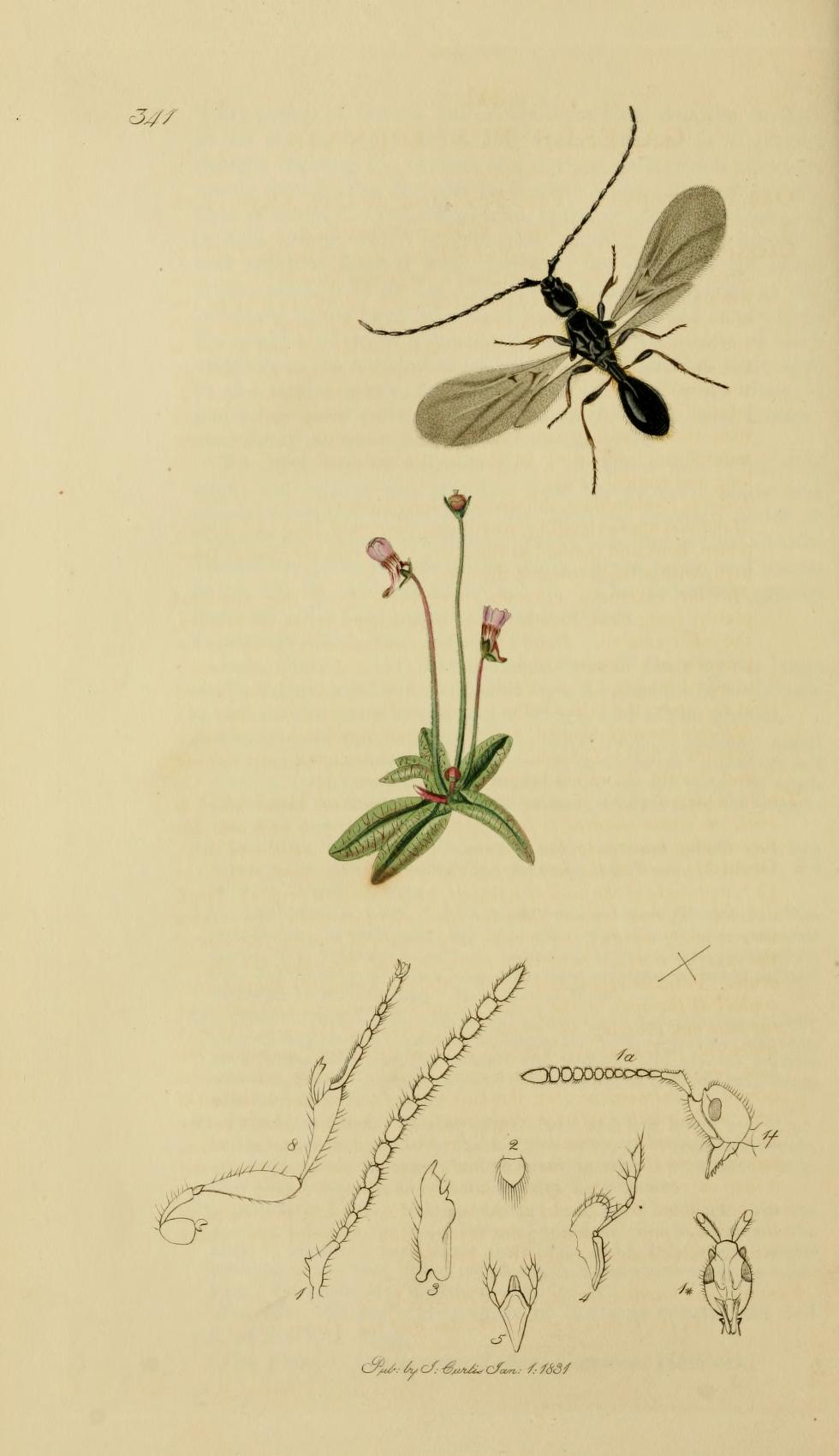